# Emily Blathwayt

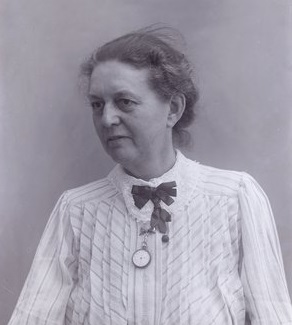
Emily Blathwayt, 1911

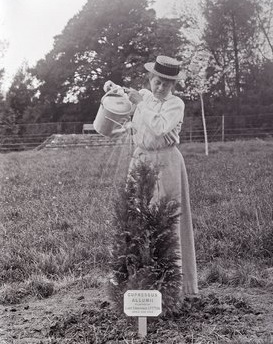
Emily Blathwayt beim Wässern der im Garten von Eagle House gepflanzten Bäume, 1909

Emily Marion Blathwayt, geborene Rose (* 1852; † 1940 in Batheaston, Somerset), war eine britische Suffragette. Sie und ihr Ehemann Linley Blathwayt, ein pensionierter Oberst der britischen Armee in Indien, und ihre Kinder William und Mary lebten in Eagle House in Somerset, das als Suffragette’s Rest bekannt wurde, weil sie dort eine Vielzahl von Suffragetten, insbesondere zur Regeneration nach Gefängnisaufenthalten, beherbergten.

## Leben
Blathwayt wurde etwa 1852 geboren, ihr Vater war John Benson Coles Rose. Sie heiratete 1874 ihren Cousin ersten Grades, Colonel Linley Blathwayt, und sie lebten in Indien. Linley war Armeeoffizier und ihr erstes Kind John Linley wurde 1876 geboren. Nach dem frühen Tod von John kehrten sie 1877 nach Sussex zurück. Von dort zogen sie 1892 mit ihrem Sohn William und ihrer Tochter Mary nach Eagle House in Batheaston, am Stadtrand von Bath.
Die Tochter Mary besuchte die Bath High School, wurde ein aktives Mitglied der Suffragetten-Bewegung und lebte bei den Eltern, der jüngere Sohn William war bis zum Beginn des Ersten Weltkriegs Elektroingenieur und Englischlehrer in Deutschland.
Blathwayt schloss sich wie ihre Tochter der Women’s Social and Political Union (WSPU) an. Über ein Netzwerk von persönlichen Kontakten wurden Frauen aus der Suffragettenbewegung eingeladen, bei Blathwayt und ihrer Familie zu wohnen, um sich von einer Gefängnisstrafe oder einem Hungerstreik zu erholen. Blathwayts Ehemann errichtete dazu ein Sommerhaus. Viele Gäste wurden eingeladen im Garten von Eagle House zu pflanzen, um ihrem Einsatz für diese Sache zu gedenken. Nach Annie Kenney, die lange und häufig Gast und eine intime Freundin von Mary Blathwayt war, wurde der Baumgarten als Annie’s Arboretum bekannt. Blathwayt unternahm Führungen durch die Gärten und pflanzte und zeigte Blumen in den Farben der Suffragetten.
Blathwayt verfolgte Leiden der bei ihr beherbergten, militanten Suffragetten mit Sympathie; in ihrem Tagebuch schrieb sie: „Elsie Howey, Vera Wentworth und Mary Phillips wurden in Exeter verhaftet und eine Woche lang inhaftiert, und es heißt, dass sie den Hungerstreik wie die 14 anderen durchlaufen. Die Menschenmenge war mit ihnen vor Lord Carringtons Versammlung und alle leisteten Widerstand gegen die Polizei, und zwei Arbeiter wurden verhaftet. Die Frauen werden die Geldstrafe nicht bezahlen.“ Als aber Howey und Wentworth im August und September 1909 mehrfach Premierminister H. H. Asquith tätlich angriffen, wurde es zu viel für Blathwayt. Sie trat aus der WSPU aus und ihr Mann schrieb Protestbriefe an Christabel Pankhurst, Howey und Wentworth. Pankhurst wurde mitgeteilt, dass Howey und Wentworth Eagle House nicht mehr besuchen dürften. Wentworth schickte ein langes Antwortschreiben, in dem sie ihr Bedauern über Blathwayts Reaktion zum Ausdruck brachte, aber auch darauf hinwies, dass „sollte Mr. Asquith eine Abordnung (wieder) nicht empfangen wird, wir ihn wieder verprügeln würden“.
In ihrem Austrittsgesuch hatte Blathwayt geschrieben:

„Dear Madam, with great reluctance I am writing to ask that my name may be taken off the list as a Member of the W.S.P.U. Society. When I signed the membership paper, I thoroughly approved of the methods then used. Since then there has been personal violence and stone throwing which might injure innocent people. When asked by acquaintances what I think of these things I am unable to say that I approve, and people of my village who have hitherto been full of admiration for the Suffragettes are now feeling very differently.“

„Sehr geehrte Dame, mit großem Widerwillen schreibe ich, um darum zu bitten, dass mein Name von der Liste der Mitglieder der W.S.P.U.-Gesellschaft gestrichen werden soll. Als ich die Beitrittserklärung unterschrieb, war ich mit den damaligen Methoden durchaus einverstanden. Seitdem gibt es persönliche Gewalt und Steinwürfe, durch die unschuldige Menschen verletzt werden könnten. Wenn ich von Bekannten gefragt werde, was ich von diesen Dingen halte, kann ich nicht sagen, dass ich sie gutheiße, und die Menschen in meinem Dorf, die bisher voller Bewunderung für die Suffragetten waren, empfinden nun ganz anders.“

Trotz ihrer großen Besorgnis über die Sachbeschädigung und das Risiko, Unschuldige zu verletzen, unterstützten die Blathwayts weiterhin vor allem ihre Tochter Mary und empfingen Suffragetten der WSPU zu einem Aufenthalt im Eagle House. Blathwayt schrieb darüber, wie Mary Phillips am 4. Juli 1910 eingeladen wurde, einen Baum zu pflanzen, obwohl auch sie 1909 bei den Angriffen beteiligt war: Phillips sei „eine Militante, aber von einer anderen Art, und sie billigt auch nicht das Werfen von Steinen.“ Als es 1913 zu Brandstiftungen und anderen Anschlägen kam, trat aber auch Mary Blathwayt aus der WSPU aus. Mutter und Tochter unterstützen das Anliegen des Frauenwahlrechts aber weiter und blieben Mitglied der gemäßigteren National Union of Women’s Suffrage Societies (NUWSS).
Blathwayt lebte bis zu ihrem Tod im Jahr 1940 im Eagle House. Das Archiv von Blathwayts persönlichen Tagebüchern, denen ihrer Tochter Mary und die vielen Fotografien ihres Mannes sind als intime Aufzeichnungen der Bewegung und ihrer Unterstützerinnen erhalten. In ihrem Tagebucheinträgen überlieferte Blathwayt persönliche Aktivitäten und einen einzigartigen privaten Blick auf die Suffragettenbewegung, der den normalerweise in der Öffentlichkeit oder in der damaligen Presse veröffentlichten Informationen mehr Tiefe verleiht.
Die rund sechzig Bäume, die im Garten von Eagle House gepflanzt worden waren, wurden 1961 entfernt, um Platz für eine Wohnsiedlung zu schaffen, wobei sich die örtliche Planungsbehörde über die Einwände der Anwohner hinwegsetzte. Das Haus blieb erhalten, aber sein Inhalt wurde versteigert. Der Garten blieb nicht völlig unbemerkt, denn ein Lokaljournalist bemerkte, dass der Inhalt des Hauses im Vergleich zum Garten unbedeutend wäre. Andere Bäume wurden 2011 gepflanzt, um die verlorenen zu ersetzen.